# HD19216
HD19216 — хімічно пекулярна зоря спектрального класу B9, що має видиму зоряну величину в смузі V приблизно  7,8.
Вона  розташована на відстані близько 678,1 світлових років від Сонця.